# クルト・ゲルシュタイン

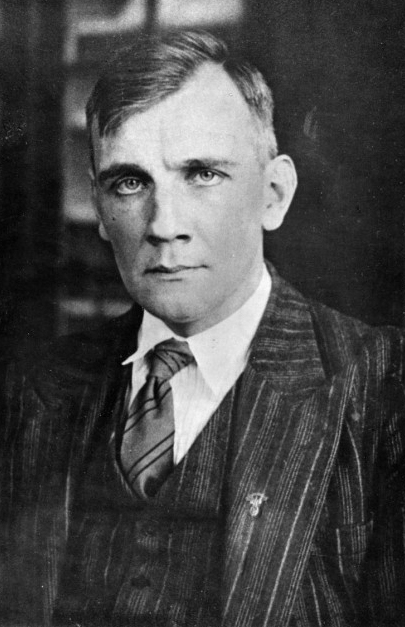
クルト・ゲルシュタイン

クルト・ゲルシュタイン（独: Kurt Gerstein、1905年8月11日 ミュンスター - 1945年7月25日 パリ）は、ナチス・ドイツ武装親衛隊衛生研究所所員。親衛隊での階級は親衛隊中尉。
ベウジェツとトレブリンカにある絶滅収容所（Vernichtungslager）での大量虐殺を幇助した。スウェーデンの外交官や、ローマ教皇ピウス12世に近いカトリック教会の人々と接触し、ホロコーストの事実を国際社会に知らせようと試みた。1945年にはホロコーストに関するいわゆるゲルシュタイン報告を書いた後、自殺した。

## 生涯

### 出生から学生時代にかけて
ゲルシュタインは、1905年8月11日、7人兄弟の6人目の子供として、ヴェストファーレンのミュンスターに生まれる。生家は代々低地ザクセン地方出身であり、16世紀以降ライン川左岸に定住し、領邦君主に官僚として仕えていた。だが、ゲルシュタインの曾祖父が年金を使い果たすなどし、一時ゲルシュタイン家は零落していた。生家が代々君主に仕えていた影響で、ゲルシュタイン家は民族主義的傾向が強かった。
ゲルシュタインの兄である長男は第一次世界大戦で戦死し、第一次世界大戦敗北によって、ゲルシュタインの父・ルードヴィヒはザールブリュッケンの地方裁判所の職を失うが、1921年にノイルピンで判事に就任する。
ゲルシュタインは1925年にノイルピンの高校を卒業するが、学業は振るわず、不真面目な生徒であった。高校卒業後、マールブルク大学へ進学し、学生が主催する民族主義団体に加入する。1927年までマールブルク大学に在学した後、1927年からアーヘン工科大学に在学し、1931年には、ベルリン=シャルロテンブルク大学で工学の学位を取得した。1925年からはプロテスタント青年組織(YMCA)並びに聖書サークルの正会員として活動した。

### ナチス党入党と二度の逮捕
1933年5月1日、ゲルシュタインはナチス党に入党する。入党理由は、ゲルシュタイン本人による証言が無く不明な点は多いが、ゲルシュタインと面識があった牧師の証言によると、ゲルシュタインは「ナチス党には強大な力があり、内部から何とかするしかない。」ということを語っており、ナチスの政策に共感を抱いていたというわけではなかったようである。同年10月には、ゲルシュタインは突撃隊にも加入する。ゲルシュタインはナチス党入党後もキリスト教を棄教しなかったために、ゲシュタポから目を付けられていた。1933年12月には、自身が所属するプロテスタント青年団体がヒトラーユーゲントと、事実上吸収合併させられたことによって、バルドゥール・フォン・シーラッハ宛てに抗議の電報を送るなどした。
1935年1月30日、反キリスト教的な演劇がハーゲン市で上演され、上演中に妨害活動を行い、歯を折られるなど流血沙汰になった。1935年6月聖霊降臨祭でキャンプを行なった際にゲシュタポから捜索を受けた。だが、ゲルシュタインは毅然とその場でゲシュタポに抗議し、後日抗議の手紙も送った。トラブルが絶えないゲルシュタインであったが、1935年11月27日、鉱山技師補の試験を突破し、1936年9月までザールブリュッケンのザール鉱山管理局で国家公務員として勤務していた。しかし、1936年9月下旬、ゲシュタポによって逮捕される。逮捕された理由やきっかけは、ゲルシュタイン本人は軽い皮肉のつもりだったようであるが、1936年9月開催予定であったドイツ鉱夫協会への招待状に、『狂犬連れ乗客用車室』、『伝染病患者用車室』などと印刷したカードを同封するなどし、これが当時のドイツの法律では、奸計防止法に抵触していた。このような違法行為を受けて、ゲシュタポは、ゲルシュタインの家宅捜査を行ない、反国家的な印刷物を1000通押収した。また、ドイツ各省の全局長や高級官吏に対して、8000通以上の反ナチスのパンフレットを送付していたことも罪に問われた。
こうして、1936年10月末まで拘禁され、ゲルシュタインはナチス党を除名させられ、1936年12月から、戦争開始前まで公職を追放された。拘禁から釈放された後、ゲルシュタインは医学を学ぶものの、医学にはさして興味を持たずに宗教活動を行ない、反ナチスのパンフレットを合計23万部を自費で印刷し、関係者に送付するなどしていた。これらの活動の資金源は、自身がデュッセルドルフのとある会社の株主であり、年に1万8000ライヒスマルクの収入があったためである。1935年8月に結婚していたゲルシュタインは、この時期、夫人に対して海外移住をしたい旨を打ち明けていたようである。1938年７月には、反国家活動で二度目の逮捕となり、1938年7月から8月までウェルツハイムにある強制収容所に収容された。釈放されたゲルシュタインであったが、公職追放や宗教活動への傾倒によって、生活に困窮してしまい、1938年10月、ゲルシュタインの父親・ルードヴィヒがミュンヘンのナチス党最高裁判所に除名処分を取り消して、退党へ変更するよう要請する。ルードヴィヒの陳情が功を奏し、1939年6月22日にゲルシュタインのナチス党除名処分は取り消され、退党に変更された。

### 武装親衛隊入隊
1939年終盤または1940年9月、武装親衛隊への入隊を志願し、入隊する。入隊理由は、諸説あり自身の義妹が精神障害として安楽死させられたのではないかと思い(T4作戦)、内情を知るためであったとされる。二度の逮捕履歴があるのにもかかわらず、武装親衛隊に入隊できた理由についても諸説あるが、いずれも明白な理由はよくわからず、下記が入隊できた理由として挙げられている。
1. ゲルシュタイン本人の証言で、武装親衛隊に入隊できたのは、（ゲシュタポの職員は）自分の理想主義に感ずるところがあり、それがナチスの役に立つに違いないと考えたとのことである[24]。ただし、具体的なことはわからない。
2. ゲルシュタインがゲシュタポの取引に応じたため[22]。取引内容は不明である。
3. 戦後のゲルシュタインの妻の証言によると、ゲルシュタインが武装親衛隊に入隊できたのは、『彼らは、僕を欲しがっていないが、とらないわけにはいかない』からだったという[25]。『彼ら』がナチスを指すのか、武装親衛隊を指すのか、『とらないわけにはいかない』というのも何のことかは不明瞭である。

以上、武装親衛隊への志願理由や入隊できた理由は不明確ではあるが、ゲルシュタインは1940年8月に、ミュンヘンのナチス党本部を訪れて、ナチス党再入党を申請し、1941年3月10日、武装親衛隊での勤務を開始する。入隊後、3か月ほど訓練を受け、SS司令本部の技術・医療部門に勤務し、捕虜収容所、強制収容所のための消毒装置、飲料水ろ過装置製作を担当していた。入隊当初、発疹チフスの沈静化に貢献し、被収容者の死亡率を下げるなど、成果を挙げた。
武装親衛隊でキャリアを築き上げている最中、ゲルシュタインにナチス党除名処分を下した裁判所当局が、ゲルシュタインが武装親衛隊に所属していることを知り、ゲルシュタインを追い落とすことを画策したものの、医学・科学知識に長けたゲルシュタインは失脚することを回避することができた。

### 虐殺の目撃と行動
1942年1月、ゲルシュタインは武装親衛隊の消毒技術部門に所属し、任務として青酸100 kgを手配し、プラハの工場へと運び込むという任務を与えられた。この時期、ヴァンゼー会議でユダヤ人問題の解決が決定したため、青酸の用途(=殺害に使用)を察知したゲルシュタインは、青酸は輸送途中に痛んでしまったというサボダージュを行なった。
1942年8月、ゲルシュタインはオディロ・グロボクニクの手引きによって、ベウジェツとトレブリンカ、ソビボール、マイダネクの収容所の一日当たりの処理人数の説明を受け、ベウジェツとトレブリンカの収容所を視察するなどし、虐殺行為が行われていることを目撃している。
ゲルシュタインは職務上、虐殺に使用するツィクロンBの手配を行なっていた。ただ、これらツィクロンBの手配については、ゲルシュタインが一手を担っていたわけではなく、発注量からは、消毒用として発注したのか、虐殺用として発注したのかはうかがい知ることはできない。強制収容所での虐殺行為を目撃したゲルシュタインは、寝台列車で出会ったスウェーデンの外交官オター男爵（英語: Göran von Otter）に強制収容所でユダヤ人の大虐殺が起きていることを説明し、これをスウェーデン本国に伝え、スウェーデン政府に行動を起こすよう依頼する。この時、ゲルシュタインは自身の目撃証言に信憑性を持たせるため、青酸の発注書をオター男爵に提示している。
ローマ法王庁大使館にも行き、ユダヤ人の虐殺を伝えようとするが、身元が軍人であることが露見してしまい門前払いを受けた。大使館を辞去する際、ゲルシュタインは警察に尾行されていると感じ、ピストル自殺を図ろうとするが、警察官はゲルシュタインの思い込みだったのか、尾行をやめて、その場を立ち去って事なきを得た。こうして、1942年から終戦間際まで、ゲルシュタインは方々に強制収容所で虐殺が行われていることを話していた。しかし、ゲルシュタインのタレコミは効果が無かった。中立国であるスウェーデン政府はドイツとの関係がこじれることを恐れ、行動を起こさなかった。スウェーデンがユダヤ人の大虐殺の情報をロンドンに伝えたのは戦後になってからであった。
1942年夏以降には、ゲルシュタイン以外の情報源からもユダヤ人の大虐殺が行われていることが連合国の耳にも伝わっていた。アメリカは確実な情報であることが確認されるまでは行動を起こさず、1942年12月27日には連合国側政府はドイツによるユダヤ人絶滅政策の責任者は極刑を免れないという声明を出したが、まもなくアメリカ国務省はアメリカ国内のユダヤ人を刺激するのを避けるため、公表を差し控えてしまった。アメリカ政府とイギリス政府の間で、ユダヤ人救出が話し合われたが、輸送のキャパシティや受け入れる国の有無などの問題により、ユダヤ人救出は頓挫した。
ゲルシュタインは、1943年2月19日、中尉に任官し、上官からも有能であり、任務遂行力が高いという評価を得ていた。また、長身であり(186cm)、金髪で容姿にも恵まれており、傍目には理想的な武装親衛隊の将校であった。しかし、当のゲルシュタイン本人は、ユダヤ人の大虐殺の密告や調達した青酸を破棄するなどの裏切り行為を行なうなどの二重生活のため、精神的には疲弊し、抑うつ状態にあった。ゲルシュタインはツィクロン発注にあたり、ツィクロン製造会社のデゲッシュ社に、ツィクロンの保存期間について確認する手紙を送っている。この意図として、ツィクロンが保存期間を超過したため廃棄せざるを得なかったという言い訳に利用しようと考えていたと思われる。ゲルシュタインは青酸の隠蔽や破棄以外にも、強制収容所の収容者に対して、密かに食料を横流ししていた。

### 終戦と逮捕
1945年3月下旬、ゲルシュタインはベルリンを脱出し、テュービンゲンで家族と会い、4月22日、ロイトリンゲンでフランスの捕虜となった。捕虜になった直後、ネッカー河畔のロトヴァイ（英語: Rottweil）へと連行された。ゲルシュタインは武装親衛隊に所属していたものの、ロトヴァイルでの扱われ方は悪くはなく、4月26日からフランス語で手記をのこし、5月4日からドイツ語で手記をのこし始め、これがゲルシュタイン報告とされるものとなった。また、この時同地の連合国軍司令官宛てに請願書を記載しており、その内容は戦争が終わって釈放された際には、戦前の炭鉱の仕事に戻るか、それ以外の民間企業で会社員をするという内容のものだった。
1945年6月、ゲルシュタインはパリへと移送されるが、同地での尋問内容については余り分かっていない。ただ、アメリカ軍将校が尋問を聞いており、彼によると、ゲルシュタインのポーランドでの強制収容所の体験についてはフランス側の関心が薄かったという。ゲルシュタインは、1945年7月5日にシェルシェ=ミディ軍刑務所に収監され、7月10日には殺人及び殺人ほう助によって尋問を受ける。ロトヴァイルとは異なり、シェルシェ=ミディ軍刑務所では、戦争犯罪人となり、扱いは非常に悪かった。1945年7月25日、シェルシェ=ミディ軍刑務所で首つり自殺によって死亡する。遺書も見つからず自殺に至った動機はわかっていないが、自殺をほのめかす書簡は見つかっている。ゲルシュタインが遺した手記は、ニュルンベルク裁判やニュルンベルク継続裁判の医者裁判でも証拠として活用された。

### 死後
ゲルシュタインの死後、1950年8月17日のテュービンゲンの非ナチ化裁判では、ゲルシュタインを従犯による有罪と断定し、上告を認めなかった 。判決を要約すると、ナチスによる虐殺行為を方々へ周知し、青酸を破棄するなどといった行為は評価に値するものの、全力を尽くして虐殺行為を阻止しておらず、青酸を発注する行為もあったことから虐殺行為への加担と見なし従犯とするという内容であった。しかし、1964年末になり、バーデン＝ヴュルテンベルク州はゲルシュタインの非ナチ化裁判の再審を決める。そして、1965年1月20日、バーデン・ヴュルテンベルク州首相クルト・ゲオルク・キージンガーによって、ゲルシュタインの有罪判決は取り消され、ゲルシュタインは名誉回復された。

## 本と映画
- ゲルシュタイン自らの心の内でのキリスト教的価値観の追求と、カトリック教会に知らせることでホロコーストを暴露しようとして親衛隊を裏切った究極の決断を描いたウルリッヒ・トゥクル主演（ゲルシュタイン役）、コスタ＝ガヴラス監督のセミフィクション映画『ホロコースト -アドルフ・ヒトラーの洗礼-』（原題: Amen.）が2002年に公開された。原作はロルフ・ホーホフートが1963年に発表した戯曲『神の代理人（英語版）』。
- 2005年度全米図書賞を受賞したウィリアム・T・ヴォルマン著『Europe Central』では、「Clean Hands」という題でゲルシュタインについて55ページが割かれている。